# Iván Copaja Aguilar
Iván Jhony Copaja Aguilar es un agrónomo y político peruano. Es consejero regional de Tacna desde 2019. Asimismo, fue alcalde distrital de Héroes Albarracín durante dos periodos entre 2013 y 2018.
Nació en Chucatamani, Perú, el 11 de mayo de 1983, hijo de Javier Jacinto Copaja Vizaga y Saturnina Francisca Aguilar Vilca. Cursó sus estudios primarios en su localidad natal y los secundarios en la ciudad de Tacna. Entre 2001 a 2005 cursó estudios superiores de agronomía en la Universidad Nacional Jorge Basadre Grohmann de esa ciudad.
Su primera participación política se dio en las elecciones municipales del 2006 cuando fue candidato a regidor de la provincia de Tarata. En las elecciones regionales del 2010 fue candidato a consejero regional de la provincia de Tarata sin éxito. Participó en las nuevas elecciones municipales del 2013 en las que fue elegido como alcalde del distrito de Héroes Albarracín siendo reelegido en las elecciones regionales del 2014 en las que fue elegido como consejero regional por la provincia de Jorge Basadre.Participó en las elecciones regionales del 2018 en las que fue elegido como consejero regional por la provincia de Tarata.